# بين شتاينر
بين شتاينر (بالإنجليزية: Ben Steiner) هو لاعب كرة قاعدة أمريكي، ولد في 28 يوليو 1921 في الإسكندرية في الولايات المتحدة، وتوفي في 27 أكتوبر 1988 في فينيس، فلوريدا في الولايات المتحدة.

## وصلات خارجية
- بين شتاينر على موقعبيزبول رفرنس.كوم (الدوري الرئيسي) (الإنجليزية)
- بين شتاينر على موقعبيزبول رفرنس.كوم (الدوري الثانوي) (الإنجليزية)